# Callimoxys sanguinicollis
Callimoxys sanguinicollis es una especie de escarabajo longicornio del género Callimoxys, tribu, Stenopterini, subfamilia Cerambycinae. Fue descrita por Olivier en 1800.

## Descripción
Mide 6-13 mm de longitud.

## Distribución
Se distribuye por Canadá. México y Estados Unidos.